# Marcel Lempereur-Haut
Marcel Lempereur-Haut, né Marcel Lempereur en 1898 à Liège et mort en 1986 à Lille, est un peintre français

## Biographie
Après ses études à l'Académie royale des beaux-arts de Liège, Marcel Lempereur devient dessinateur industriel au lendemain de la première guerre mondiale.
En 1920, il rejoint Georges Linze et René Liège pour fonder la revue futuriste Anthologie. Il commence sa carrière artistique en réalisant des illustrations principalement inspirées du cubisme. En 1922, il rencontre František Kupka avec qui il se lie d'amitié. En 1923, il s'installe à Lille. En 1924, il crée, avec le peintre Félix Del Marle et les écrivains Émile Donce-Brisy et Charles Rochat, la revue Vouloir qu'ils définissent comme « un organe constructif de littérature et d'art moderne » et qui rend compte des avant-gardes européennes. La revue parait jusqu'en février 1927.
De 1945 jusqu'en 1958, Marcel réside à Paris et participe aux expositions du Salon des Réalités Nouvelles.
De retour à Lille, Marcel Lempereur-Haut a continué à peindre jusqu'à près de 80 ans, mais il subit une opération de la cataracte en 1976 qui réduit sa vision. Une rétrospective de son œuvre a fait l'objet d'une exposition à Lille en 1985, peu avant sa mort.

## Expositions collectives
1949, Galerie Breteau, Paris avec Henri Valensi, Marcelle Cahn , Irène Reymond  et Étienne Béothy 
1953, Galerie Suzanne Michel, Paris avec Marcelle Cahn, Michel Leroy, Henri Olive-Tamari, Robert Fontené, Mary Webb, Gilbert Besançon
1954, Galerie Suzanne Michel, Paris avec Marcelle Cahn, Mary Webb, Gilbert Besançon, Henri-Jean Closon, Henri Olive-Tamari, Albert Vanber, poèmes de René Massat avec des gravures de Pierre Courtin